# Insieme: 1992
"Insieme: 1992" ( "Împreună: 1992") a fost cântecul câștigător la Concursul Muzical Eurovision din 1990, ținut la Zagreb,  R.S. Croația, Iugoslavia, interpretat în italiană de Toto Cutugno. A fost a doua victorie a Italiei la acest concurs.

## Eurovision
Cutugno a cântat despre ideea de a aduce țările europene împreună. Anul "1992" din cântec se referă la anul în care Uniunea Europeană avea aranjat să își înceapă acțiunile, astfel realizându-se ceea ce aminteau versurile. Cutugno a cântat piesa alături de un grup de susținere alcătuit din cinci cântăreți sloveni, grupul Pepel in Kri, care a reprezentat Iugoslavia în 1975.
Piesa Italiei a fost a nouăsprezecea interpretată în acea noapte, după piesa Suediei, Som en vind cântată de Edin-Ådahl și înainte de piesa Austriei, Keine Mauern mehr, interpretată de Simone. La sfârșitul votării, piesa lui Toto Cutugno avea 149 de puncte, punând-o pe primul loc dintr-un total de 22 de cântece.

## Track listings
CD single
1. "Insieme: 1992" – 4:00
2. "Insieme: 1992" (instrumental) – 4:00

7" single
1. "Insieme: 1992" – 4:00
2. "Insieme: 1992" (instrumental) – 4:00

## Clasamente și certificații

### Clasamente săptămânale
| Chart (1990)                    | Peak position |
| ------------------------------- | ------------- |
| Austria (Ö3 Austria Top 40)     | 3             |
| Belgia (Ultratop 50 Flanders)   | 8             |
| Franța (SNEP)                   | 9             |
| Germania (Media Control Charts) | 13            |
| Italy                           | 12            |
| Olanda (Dutch Top 40)           | 18            |
| Olanda (Single Top 100)         | 15            |
| Elveția (Schweizer Hitparade)   | 2             |

### Clasamente de sfârșit de an
| Chart (1990)                      | Position |
| --------------------------------- | -------- |
| Austria (Ö3 Austria Top 75)       | 14       |
| Switzerland (Schweizer Hitparade) | 14       |

### Certificate
| Regiune                                                    | Certificări | Vânzări |
| ---------------------------------------------------------- | ----------- | ------- |
| Franța (SNEP)                                              | Silver      | 132,000 |
| Elveția (IFPI Switzerland)                                 | Gold        | 25.000x |
| xcifrele nespecificate sunt bazate pe un singur certificat |             |         |